# Génova (Palma de Mallorca)
Génova (en catalán Gènova) es un barrio perteneciente al distrito de Poniente, situado a las afueras de la ciudad de Palma de Mallorca, en Baleares (España). Tiene una población estimada de 3.753 habitantes (INE, 2020).
Según la delimitación oficial del ayuntamiento, limita con los barrios de San Agustín, Cala Mayor, La Bonanova, La Teulera y Son Vida. También limita con el municipio de Calviá. El barrio es popularmente conocido por su restaurantes de comida típica mallorquina. En agosto se celebran las fiestas populares, en honor a su patrón San Salvador.

## Lugares de interés
- Cuevas de Génova
- Na Burguesa
- Iglesia de San Salvador[3]
- Restaurantes de comida mallorquina

## Transporte
En autobús queda conectado mediante las siguientes líneas de la EMT: 
| Línea | Trayecto               | Recorrido | Frecuencia |
| ----- | ---------------------- | --------- | ---------- |
| 46    | Vía Sindicato - Génova | Recorrido | 20 minutos |